# Lycianthes neesiana
Lycianthes neesiana là loài thực vật có hoa trong họ Cà. Loài này được (Wall. ex Nees) D'Arcy & Zhi Y. Zhang mô tả khoa học đầu tiên năm 1992.